# クリザリッド
クリザリッド (Krizalid)は、SNK（SNKプレイモア）の対戦型格闘ゲーム『ザ・キング・オブ・ファイターズ』シリーズに登場する架空の人物。

## キャラクター設定
『ザ・キング・オブ・ファイターズ』（以下『KOF』と表記）の第6作目の『KOF'99』（以下『'99』と表記）のボスキャラクターとして初登場する。『'99』では『KOF'94』でのルガール・バーンシュタインと同様に第1形態と第2形態がある。
『KOF2001』（以下『2001』と表記）ではゼロ（オリジナル）のストライカーとして再登場。またPlayStation 2版『KOF2000』（以下『2000』と表記）にも、K'のマニアックストライカーとして登場している。PlayStation 2用ソフト『KOF2002 UNLIMITED MATCH』（以下『2002UM』と表記）にもボスの1人として登場し、5ステージ目のCPUの3人目を、ガードキャンセルふっ飛ばしを除くパワーゲージ消費技以外の技で倒すか、タイムオーバーによる判定勝ちを決めると、次のネスツボスステージにて姿を現す。
秘密組織「ネスツ」の幹部であり、ネスツを通常の企業に例えるならば会社組織における課長相当の地位にある。
その正体はK'のクローンで、K'の記憶の一部も移植されていたのだが、本人はその事実を知らず、移植された記憶を自分自身の記憶だと錯覚して、K'が自分のクローンだと思っていた。同じネスツ出身のセーラ（ウィップ）のことも、同様に記憶の影響で自分の姉だと思い込んでいた。プロフィールについてもネスツに都合のいいデータが植え付けられているため、不明とされているK'の血液型などがクリザリッドと一致するわけではなく、少なくとも出身地についてはK'と異なる。
生み出されたのがK'よりも後期にあたる改造人間兵士であるため、炎を操る能力自体もK'より先に完成されており、安定・高威力・右手に限定されないなどの進歩が見られる。
身に着けているバトルスーツに戦闘データ（主に技）を取り込み、さらにそのデータを基に、他の様々な格闘技の長所も取り入れた新たな技を編み出し、実戦でそれらを自在に使いこなしている。このバトルスーツは、自身に与えられたダメージや攻撃パターンを数値化して戦闘データを作成および収集し、これらを「トリガーデータ」（後述）として圧縮、ネスツの人間兵器である「クローン京（草薙京のクローン）」に直接転送して、インストールすることを目的とした特殊スーツである。
『'99』で世界各地の要所に配置されたクローン京の軍団に、自らのバトルスーツを使用して収集した戦闘データを転送して、「最強の兵器」としての彼らを仕上げ、彼らに要所を制圧させてネスツが新たなる世界を築くという、世界同時テロ計画を担っていたが、最後にクローン京を一斉に稼動させるためのパスワードデータである「トリガーデータ」、すなわち“人を殺す”概念を覚えさせるデータの作成のため対峙したK'やマキシマらを殺そうとして返り討ちにされた。その後、計画の失敗を悟ったネスツ上級幹部・クローンのゼロの粛清を受け、全ての記憶を失った状態で基地の最深部に倒れているところをハイデルンの傭兵部隊に発見され、程なく死亡が確認された。
なお、彼はネスツによって行われたクローン体への記憶移植プロジェクト「プロジェクトクリザリッド」の実験体でもあったが、本人はプロジェクトの発動自体を知らされていなかった。このプロジェクトはクリザリッドの死亡により終了したとされ、その際に彼に移植されていた記憶データはネスツ本部に転送されている。
『2001』ではクローンゼロのオリジナル体であるオリジナルのゼロに救出されたという設定となり、ゼロ（オリジナル）のストライカーとして再登場する（その間、最上級幹部へと昇進していた。嬉野秋彦の小説版では、『'99』のエンディングの時点で死亡したのは事実であり、その後ネスツの科学力により蘇生したとされている）。そのため、再登場した『2001』のプロフィールで嫌いなものに「チョビヒゲの人」と挙げている。最期は『2001』でゼロ（オリジナル）とともにエアシップに乗ったまま地上に墜落していった。
第1形態時は、自らの肉体およびバトルスーツを使用して、戦闘データの移植実験を敢行している。この際に着用しているコートタイプのバトルスーツは、対戦相手の攻撃パターンの分析を重視した仕様となっており、また同時に様々な攻撃から身を守るプロテクターとしても機能するものである。第1形態時のデータ移植実験が成功した証として、彼は第2形態へと変身を遂げる。第2形態時に着用しているバトルスーツは、データを数値化することが可能なチップが、ベルト状のパーツの繊維内に内蔵されており、瞬時にデータをクローン京に転送することが可能な仕様となっている。
ネスツが世界同時テロを実行するための拠点としてクローン京を配置したポイントは、東京・ロンドン・ワシントン・ロサンゼルス・アンカレジ・ウィニペグ・ブエノスアイレス・カラカス・サンパウロ・キャンベラ・ウィンダム・ヨハネスブルグ・カイロ・カサブランカ・北京・カトマンズ・モスクワ・ノボシビルスク・ヤクーツク・センレストレムフィヨル・昭和基地の計21ヶ所である。
好きな食べ物の一つである「バターサンドクラッカー」に関しては、バターの銘柄は問わないが、クラッカーは「リッツ」という拘りがある。
「クリザリッド」という名前は、フランス語で「蛹」(Chrysalide)を意味する言葉を英語のスペルに置き換えたものである。

## ゲーム上の特徴
通常技のリーチがとにかく長い。吹っ飛ばし攻撃（地上・空中を問わず）は発生が早い上に攻撃判定が強く、相手の攻撃とぶつかり合っても一方的に負けることは少ない。また、全ての通常技が必殺技キャンセル可能。「デスペレイト・モーメント」は強攻撃から連続技になるだけでなく、決めて無防備状態となった直後に強攻撃を当てて再びこれでキャンセルし、無防備状態となったところに再び強攻撃を当てて…といった連続技を延々と決め続けることも可能（『'99』のみ）。足を素早く振り上げて竜巻を飛ばす「テュホン・レイジ」は、相手の接近や反撃を容易に許さない性能を誇り、これだけでも戦うことはできる。他にも「リーサル・インパクト」や「ライジング・ダークムーン」などの高性能な技に恵まれている。
なお、プレイヤーが使用できるクリザリッドは第2形態のみであり、第1形態はCPU専用である（『'99』のCPUクリザリッドはしゃがみモーションが存在しないが、ガード方向は使い分けている）。また、『2001』ではゼロ（オリジナル）のストライカー専用であるが、PS2版では通常のストライカーとしても使用可能。

## 技の解説

### 通常投げ・特殊技
デッド・フォール
投げ技。動作は変身前・変身後で共通。相手を掴み上げたあとに、地面めがけて真下に叩き付ける。投げ抜けもダウン回避も不可。
カットスピン
変身後（第2形態）専用の特殊技で、フックからジャンプスピンナックルにつなげる連続攻撃を決める。

### 必殺技
「ネガティブ・アンギッシュ」と「デモン・ランディング」は変身前（第1形態）専用の技で、それ以外は変身後（第2形態）専用の技である。
ネガティブ・アンギッシュ
腕から気弾を高い位置に飛ばす飛び道具。飛び道具は2ヒットし、地上・空中の相手を問わず2ヒットする。八神庵など、一部のキャラクターにしゃがまれると空振りする。
デモン・ランディング
空中で一旦静止してから斜めに落下して突き刺すように蹴りを入れる。しゃがみガード不可。
テュホン・レイジ
後ろ回し蹴りで竜巻を発生させる。弱は飛び道具、強はその場で竜巻が発生する。弱は相手の飛び道具を掻き消し、強は相手の飛び道具を跳ね返せるという効果を持っている。
驚異的な攻撃判定を持つクリザリッドの主力技。攻撃は多段ヒットし、ガードされても相手の体力を大きく削り取ることができる。また、この技をガードされると、クリザリッドのパワーゲージが一気に溜まる。
リーサル・インパクト
相手を足に引っ掛けて持ち上げ、地面に叩き付ける。一撃目を外した場合はカカト落としになり、当たった相手を強制的に叩き伏せる。足の攻撃判定は非常に強く、相手が攻撃に使用した手足の先端も刈り取るように潰しつつ攻撃に移行可能。
ライジング・ダークムーン
飛び上がり、腕を振り上げて三日月のように手刀で切り捨てる。攻撃は3ヒットする。長時間の無敵時間と強い攻撃判定を持ち、相手の攻撃とかちあっても打ち負けることはまずない。
デスペレイト・モーメント
地上を滑るように前方へ高速で突進、食らった相手を掴んでその後ろに回って一定時間無防備にさせる。強攻撃からキャンセルで決めることで『'99』のみ永久連続技にできるが、『2002UM』では成立後の硬直時間が長くなり不可能になった。ただし成立後の硬直時間は必殺技や超必殺技およびMAX2でならキャンセルでき、繋げることができる。ガードされても反撃を受けにくい。
モーメント・ペネトレイション
「デスペレイト・モーメント」の派生技で、無防備状態にさせた相手を掌底で吹き飛ばす。
CPUのクリザリッドは完全に裏へ回ってからこの技を出してくるが、プレイヤー使用時は裏に回り込む前にコマンドを入力しないと出せない。

### 超必殺技
これらは全て変身後（第2形態）に使用する。
エンド・オブ・ヘブン
自分の体から火柱を起こして相手を燃やし、炎で相手を×字に切り裂く。炎を吹き上げているときのクリザリッド本体は無敵状態に包まれる。
iOS・Androidアプリ『THE KING OF FIGHTERS ALLSTAR』では、「エンド・オブ・ヘブン」の演出で炎を巻きあげた後炎で×字に切り裂きその後に通常版「デスペレイト・オーバードライブ」のトドメの拳を叩き込む。
エンド・オブ・エデン
「エンド・オブ・ヘブン」のMAX版。火柱を発生させて炎の翼を浮かび上がらせてから突進、大量の炎を叩き付ける。突進は多段ヒットし、ガードされても相手の体力を連続で削る。ただし、『'99』では最初の火柱を当てると突進以降の攻撃が全て空振りしてしまうことがあるため、安定性に欠ける。
デスペレイト・オーバードライブ
一瞬だけ構えてから前方へ突進、相手を画面端に叩き付けてから無数の拳を叩き込み、とどめに一撃を加えて吹き飛ばす。「デスペレイト・モーメント」とは異なり、突進をガードされると隙が生じる。
通常版のフィニッシュは光る軌跡を伴った片手での突き、MAX版は両手での突きで紫色の謎のパワーを注入して爆発させる。
『THE KING OF FIGHTERS ALLSTAR』では、「エンド・オブ・エデン」の火柱を発生させて炎の翼を浮かび上がらせてから突進し、ロックして無数の拳を叩き込み、両手での突きで紫色の謎のパワーを注入して爆発させるという「エンド・オブ・エデン」の要素も複合された演出になっている。
ライトニングディザスター
『2002UM』にて追加されたMAX2。拳を突き出した状態で高速で前進してからクリザリッド本体が消えると、画面に無数の線が走り、多数ヒットする（公式ホームページでは「高速移動しながらのパンチ」と説明されている）。その後相手を突き抜けて画面端近くに現れる。技中は完全無敵であり、相手に食らい判定さえあればいかなる状態でもヒットさせることが可能。ただしイグニスのMAX2である「ディスインテグレイショナル ユニバース」のみ喰らってしまう。

### ストライカー動作
エンド・オブ・ライフ
『'99』のプレイヤー版のみ使用する。炎を纏いながら突進し、ヒットすると火柱で敵を打ち上げる。浮いた相手には追撃することが可能。
モーメント・ペネトレイション
『2000』のマニアックストライカー版が使用する。必殺技版と違い、単体で使用可能。
テュホン・レイジ（強）
『2001』および『2002UM』において、オリジナルゼロのストライカー動作時に使用。

## 担当声優
- 岩本義幸 - 『'99』、『2000』、『2002UM』の単体キャラクター時
- や乃えいじ - 『2001』、『2002UM』のストライカー時
- 川中子雅人 - アプリ『THE KING OF FIGHTERS ALLSTAR』

## テーマ曲
- Mechanical Bless - 『'99』（第1形態）
- Dear Falling Angel - 『'99』（第2形態）
- Cutting Edge - 『2002UM』

## 関連人物
- K' - 因縁。クリザリッドのオリジナル体。自身のクローンだと思っていた。
- マキシマ - 因縁。
- ウィップ - 死亡したK'の姉セーラのクローン。実の姉だと思っていた。
- ゼロ（クローン） - 上司。オリジナルのゼロのクローンで、クリザリッドを用済みとして始末した張本人。
- ゼロ（オリジナル） - 上司。クローンのゼロに殺害された所で蘇生され、彼の部下となる。
- イグニス - 上司で現在のネスツの支配者。
- 草薙京 - 因縁。
- 草薙京-1、草薙京-2 - 『'99』にて大会に送り込んだ部下たち。